# قورباغه کوتوله کینابالو
قورباغه کوتوله کینابالو (نام علمی: Leptobrachella baluensis) نام یک گونه از تیره قورباغه‌های خاشاک است.